# Artboretum van Mefferscheid
Het Artboretum van Mefferscheid is een bomenpark in de Belgische gemeente Baelen, deelgemeente Membach (provincie Luik). Het arboretum is gesticht in 1901 en is in 2012 aan een tweede leven begonnen als "kunst-arboretum": binnen de grenzen van het arboretum werd een aantal kunstwerken tentoongesteld.

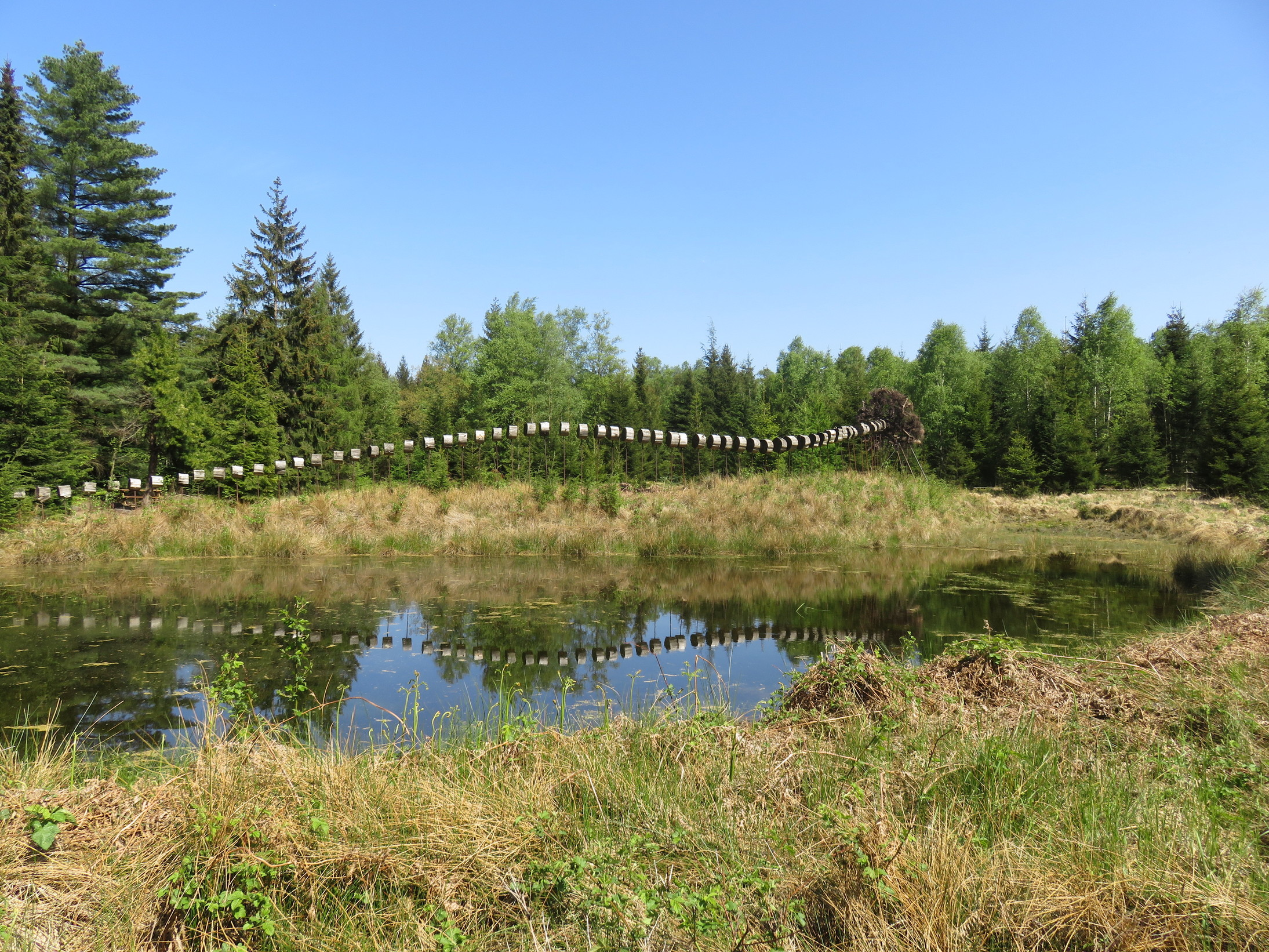
'De draak' - Eric Hagelstein

Het Artboretum ligt in het Hertogenwoud, even ten westen van de N68, ter hoogte van de plaats waar de N620 (Rue de Hestreux) naar het noordwesten aftakt.

## 1901: Arboretum
Tussen 1901 en 1905 werd door de Dienst Water en Bossen (l'Administration des Eaux et Forêts) een stuk van het Hertogenwald ingericht als proefveld, om de groei van verschillende boomsoorten te testen. Een gebied van 5 hectare werd ingedeeld in 16 gelijke vakken. In deze vakken werd verschillende soorten bomen aangeplant, merendeels naaldbomen, uit Noord-Amerika, Azië en Europa. Na meer dan een eeuw, twee wereldoorlogen en talloze stormen, blijken veel bomen het klimaat ter plaatse te hebben getrotseerd. Ze zijn uitgegroeid tot monumentale bomen.

## 2012: Artboretum

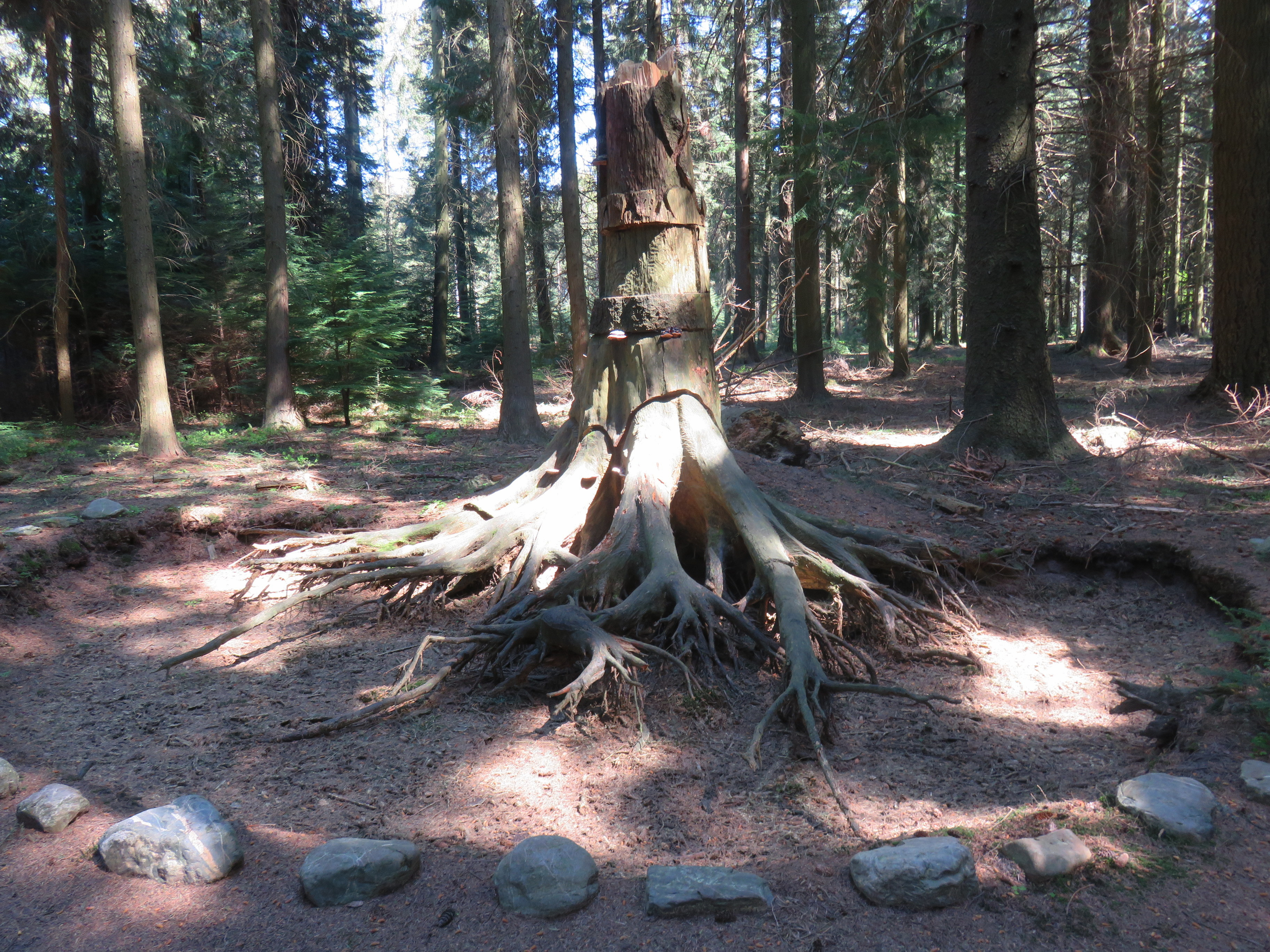
'Ich suche meine Wurzeln', Benoît Pelzer

In 2012 werd het arboretum omgedoopt tot ArtBORETUM (ook wel gespeld als artboretum). Daaraan was voorafgegaan een bezinning op de vraag hoe de plek weer aantrekkelijk gemaakt zou kunnen worden voor het publiek. De kiem voor die bezinning was gelegd door een actiegroep, waarin ook kunstenaars een bijdrage leverden. De belangrijkste bijdrage werd geleverd door Eric Hagelstein, houtkunstenaar. Hij ontwierp een beeldenroute, de "weg van de draak", waarlangs een zevental sculpturen werd opgesteld. Die werden gemaakt door hemzelf en andere kunstenaars, waaronder Benoît Pelzer en Francis Polrot.
Eric Hagelstein werd geboren in 1963 in Hombourg. Hij woont in Welkenraedt. Hij volgde een opleiding aan de Académie des Beaux-Arts van Verviers. Hij bekwaamde zich in het werken met hout, aarde, steen en papier. Als boerenzoon werkte hij van jongs af aan met de kettingzaag.

## Bomencollectie
De bomencollectie bestaat uit 48 soorten naaldhout en 6 exotische loofbomen.
Enkele recordbomen wat betreft stamomtrek in België:
Macedonische den Pinus peuce en Chinese parasolboom Firmiana simplex.